# Кёпрюлю Абаза Сиявуш-паша
Кёпрюлю Абаза Сиявуш-паша (тур. Köprülü Damadı Abaza Siyavuş Paşa; убит 23 февраля 1688, Стамбул) — крупный турецкий государственный и военный деятель, великий визирь Османской империи (18 сентября 1687 — 23 февраля 1688).

## Биография
Абаза Сиявуш-паша имел абхазское происхождение. Он был слугой великого визиря Кепрюлю Мехмед-паши, умершего в 1661 году. Женившись на дочери последнего, Абаза Сиявуш-паша стал родственником влиятельной семьи Кёпрюлю. Вместе со своими шуринами (Кёпрюлю Фазыл Ахмед-пашой и Кёпрюлю Фазыл Мустафа-пашой) он участвовал в ряде военных кампаний. Занимал должности наместника Диярбакыра (1684—1686) и Алеппо (1687).
В 1684 году Буда (часть Будапешта, столицы современной Венгрии, затем часть Османской империи) был осажден австрийской армией под командованием баварского курфюрста Максимилиана. Сиявуш-паша напал на австрийцев и вынудил их снять осаду с города. Эта одна из немногих побед османских войск во время Великой турецкой войны (1683—1699).
Османский султан Мехмед IV «Охотник» (1648—1687) с пренебрежением относился к государственным делам. Многие крупные османские чиновники и военные винили в военных неудачах самого султана и его великого визиря Сары Сулейман-пашу. В 1687 году османская армия под командованием великого визиря Сары Сулейман-паши потерпела поражение в битве под Мохачем. После поражения великий визирь бросил армию и бежал в столицу. После бегства великого визиря и главнокомандующего османские офицеры избрали своим командующим бейлербея Алеппо Кёпрюлю Абаза Сиявуш-пашу. Из Белграда Сиявуш-паша во главе восставших войск прибыл в Ниш, где 18 сентября ему была вручена печать великого визиря, переданная по приказу султана Мехмеда IV. 8 ноября того же года султан Мехмед IV был отстранен от престола и отправлен в заключение, его место занял его младший брат, султан Сулейман II (1687—1691). Вскоре янычары и сипахи потребовали от нового султана выплаты бакшиша (традиционного платежа новых султанов своим солдатам). Но султанская казна была пуста, и османское правительство во главе с великим визирем не смогло выплатить жалованье солдатам.
23 февраля 1688 года восставшие янычары и горожане ворвались в Стамбуле во дворец великого визиря Сиявуш-паши и убили его. Сиявуш-паша был похоронен в Ускюдаре.